# Нисеквог (Њујорк)
Нисеквог (енгл. Nissequogue) град је у америчкој савезној држави Њујорк.

## Демографија
По попису из 2010. године број становника је 1.749, што је 206 (13,4%) становника више него 2000. године.
| Група             | 2000.         | 2010.         |
| Белци             | 1.464 (94,9%) | 1.570 (89,8%) |
| Афроамериканци    | 2 (0,1%)      | 15 (0,9%)     |
| Азијати           | 15 (1,0%)     | 87 (5,0%)     |
| Хиспаноамериканци | 45 (2,9%)     | 60 (3,4%)     |
| Укупно            | 1.543         | 1.749         |